# 1653
Anul 1653 (MDCLIII) a fost un an comun al calendarului gregorian, care a început într-o zi de miercuri.

## Evenimente
- 1 mai: Războiul pentru tronul Moldovei. Bătălia de la Popricani.
- 8 mai-16 iulie: A doua domnie în Moldova a lui Vasile Lupu.
- 26 mai: Războiul pentru tronul Moldovei. Bătălia de la Râul Teleajen.
- 27 mai: Războiul pentru tronul Moldovei. Bătălia de la Finta (Muntenia).
- 21 august-9 octombrie: Războiul pentru tronul Moldovei. Asediul Sucevei.
- 22 mai: Războiul pentru tronul Moldovei. Bătălia de la Focșani.

### Nedatate
- mai: Războiul pentru tronul Moldovei. Bătălia de la Tecuci. Conflict între o armată cazaco-moldovenească condusă de Timuș Hmelnițki și un detașament muntenesco-moldovenesc condus de Gheorghe Ștefan, încheiat cu victoria lui Timuș.

## Nașteri
- 7 ianuarie: Bernhard Friedrich Albinus, medic german (d. 1721)
- 17 februarie: Arcangelo Corelli, compozitor, violonist și pedagog italian (d. 1713)
- 1 septembrie: Johann Pachelbel, compozitor, organist și pedagog german (d. 1706)
- Chikamatsu Monzaemon, dramaturg japonez (d. 1725)

## Decese
- dată necunoscută: Artemisia Gentileschi pictoriță italiană (n. 1593)
- dată necunoscută: Bernhardus Varenius  (n. 1623)
- 10 martie: Ioan Ludovic de Nassau-Hadamar  (n. 1590)
- 15 septembrie: Timuș Hmelnițki  (n. 1632)
- dată necunoscută: Elina Năsturel Herescu soția lui Matei Basarab (n. 1598)